# Stigmatizacija
Društvena stigmatizacija se odnosi na ekstremno neodobravanje (ili nezadovoljstvo) lica ili grupe na socijalno karakterističnim osnovama koje su uočene i služe da bi se razlikovali od ostalih članova društva. Stigma može onda biti pričvršćena za takvu osobu, od šireg društva, koje se razlikuje od svojih kulturnih normi.
Društvena stigmatizacija može rezultirati opažanjem i osuđivanjem mentalnih poremećaja, invaliditeta, bolesti kao što su guba, nezakonitosti, seksualne orijentacije, polnog identiteta, roditeljstva, seksualnosti, uverenja, vrednosti, obrazovanja, nacionalnosti, etniciteta, snage, prestiža, bogatstva, zanimanja, klase, religije, lepote, veza, intelekta, seksualnog zlostavljanja ili kriminala. Atributi povezani sa društvenom stigmom, često veoma zavise od geopolitičkih i odgovarajućih društveno-političkih konteksta zaposlenih u društvu, u različitim delovima sveta.
Prema Ervingu Gofmanu postoje 3 oblika stigmatizacije:
1. Uočljive ili spoljašnje deformacije, poput ožiljaka, fizičkih manifestacija anoreksije nervoze, lepre (stigmatska lepra) ili fizičke nesposobnosti i društvenih invaliditeta, kao što je gojaznost.
2. Devijacije ličnih osobina, uključujući napuštanje škole, rad za minimalac, samohrano roditeljstvo, bankrotstvo, nezaposlenost, zavisnost od socijalne pomoći, preljubu, mentalne poremećaje, tinejdžerske trudnoće, narkomaniju, alkoholizam, i kriminalnu prošlost, koje se stigmatizuju na ovaj način.
3. “Tribalne stigmatizacije” su osobine (zamišljene ili stvarne) jedne etničke grupe, ili nacionalnosti, ili veroispovesti koje se razlikuju od preovlađujućeg etniciteta, nacionalnosti, ili veroispovesti.

## Opis
Stigma je grčka reč koja je poreklom od nekog tipa žiga ili tetovaže koje su utiskivali na kožu kriminalcima, robovima, ili izdajicama, kako bi ih identifikovali kao oštećena ili moralno zagađena lica. Ove osobe su se izbegavale ili posramljivale, posebno na javnim mestima.
Stigmatizacija se može javiti u različitim oblicima. Najčešće se bavi kulturom, gojaznošću, polom, rasom, bolestima, ili poremećajima. Mnoge stigmatizovane osobe se osećaju kao da se transformišu iz celovite osobe u ograničenu osobu. Osećaju se drugačije i potcenjeno u odnosu na druge. To može da se desi na radnom mestu, u obrazovnim ustanovama, zdravstvenoj zaštiti, u kriminalnom pravosuđu, pa čak i u njihovoj sopstvenoj porodici. Na primer, roditelji gojaznih žena, su ređe voljni da plate fakultetsko obrazovanje svojih ćerki, za razliku od roditelja žena prosečne težine.
Stigmatizacija takođe može biti opisana kao etiketa koja povezuje osobu sa nizom nepoželjnih karakteristika koje formiraju stereotip. Takođe je pričvršćena. Kada ljudi jednom identifikuju i etiketiraju tvoje razlike, drugi će pretpostaviti da su stvari jednostavno takve, i osoba će ostati stigmatizovana dok je stigmatizirajući faktor nezapažen. Značajan procenat generalizacije je potreban za formiranje grupa, što znači da stavljate nekoga u opštu grupu, bez obzira na to koliko se on uklapa u tu grupu. Međutim, osobine koje društvo bira se razlikuju u zavisnosti od mesta i vremena. Ono što se smatra van svog mesta u jednom društvu, moglo bi da bude norma u nekom drugom društvu. Kada društvo kategorizuje pojedince u određenim grupama, obeleženo lice se podvrgava gubitku statusa i diskriminaciji. Društvo će početi da formira očekivanja o tim grupama kada je obezbeđen kulturni stereotip.
Stigmatizacija može uticati na ponašanje onih koji su stigmatizovani. Oni koji su često podvrgnuti stereotipima, vremenom se počnu ponašati na način na koji stigmatizeri očekuju od njih. To ne samo da menja njihovo ponašanje, već oblikuje i njihove emocije i verovanja. Članovi stigmatizovanih društvenih grupa se često suočavaju sa predrasudama koje izazivaju depresiju (tj. Deprejudice).<ref
name="Cox et al. (2012)">Cox, William T. L.; Abramson, Lyn Y.; Devine, Patricia G.; Hollon, Steven D. (2012). „Stereotypes, Prejudice, and Depression: The Integrated Perspective”. Perspectives on Psychological Science. 7 (5): 427—49. PMID 26168502. doi:10.1177/1745691612455204. Ove stigmatizacije stavljaju društveni identitet osobe u ugrožavajuće situacije, kao što je nisko samopoštovanje. Zbog ovoga su teorije identiteta postale veoma istraživane. Teorije pretnji identiteta mogu da idu ruku pod ruku sa teorijama etiketiranja.
Članovi stigmatizirajućih grupa postaju svesni da ih ne tretiraju na isti način i da će verovatno biti diskriminsani. Istraživanja su pokazala da „od 10 godina, većina dece su svesni svojih kulturnih stereotipa različitih grupa u društvu, i deca koja su članovi stigmatizovanih grupa su svesna kulturnih tipova još u mlađem uzrastu.“

## Glavne teorije i doprinosi

#### Emil Dirkem
Francuski sociolog Emil Dirkem je bio prvi koji je istraživao stigmatizaciju kao društveni fenomen 1895. On je napisao: „Zamislite društvo svetih, savršenih monaha koji će poslužiti kao primer pojedinaca. Zločini ili devijacije, propisno takozvanih, da li će biti nepoznata;ali greške, koje deluju oprostivo laicima,tamo će stvoriti isti poremećaj, kao što bi običan prestup načinio u običnoj svesti. Ako onda, ovo društvo ima moć da sudi i kazni, onda će ono definisati ove akte kao kriminalne (ili devijantne) i tretiraće ih kao takve”.

#### Erving Gofman
Ervin Gofman je bio jedan od najuticajnijih sociologa 20. veka. On je definisao stigmatizacije kao: „Fenomen kojim se odbija pojedinac sa atributom koji je duboko diskreditovan njegovim/njenim društvom kao rezultat atributa.Stigmatizacija je proces kojim reakcija drugih kvari normalni identitet”.

#### Gerhard Falk
Nemački sociolog i istoričar Gerhard Falk je napisao: "Sva društva će uvek da stigmatizuju neke uslove i neka ponašanja jer to omogućava grupne solidarnosti u razgraničenju „autsajdera“ od „insajdera“". Falk opisuje stigmatizaciju zasnovanu na dve kategorije, egzistencijalna stigmatizacija i postignuta stigmatizacija. Falk definiše egzistencijalnu stigmatizaciju kao „stigmatizaciju koja proističe iz stanja koje je meta stigmatizacije koja ga prouzrokuje ili ne prouzrokuje, ili nad kojim ima veoma malo kontrole.“ On definiše postignutu stigmatizaciju kao „stigmatizaciju koja se zaradila zbog ponašanja i/ili zato što je u velikoj meri doprinela postizanju pitanja stigmatizacije.“
Falk zaključuje da „ćemo mi i celo društvo uvek stigmatizovati neke uslove i neka ponašanja, jer to omogućava grupne solidarnosti u razgraničenju „autsajdera“ od „insajdera“. Stigmatizacija, u svojoj suštini predstavlja izazov za nečije čovečanstvo- kako za stigmatizovanu osobu, tako i za stigmatizera. Većina istraživača stigmatizacije su otkrili da proces stigmatizacije ima dugu istoriju i da je sveprisutna u raznim kulturama.
Gofmanova teorija
U Erving Gofmanovoj teoriji društvene stigmatizacije, stigmatizacija je atribut, ponašanje, ili ugled koji društvo diskredituje na poseban način: izaziva da pojedinac bude mentalno klasifikovan od strane drugih u nepoželjnom, odbijajućem stereotipu, pre nego u prihvatljivom, normalnom. Gofman, poznati sociolog, definiše stigmatizaciju kao posebnu vrstu jaza između virtuelnog društvenog identiteta i stvarnog socijalnog identiteta: "Društvo utvrđuje sredstva za kategorizaciju lica i dopunu atributa koji se osećaju da budu obični i prirodni za članove svake od ovih kategorija. [...] Kada je stranac u našem prisustvu, onda, prvi utisak pogodan da nam omogući da predvidimo njegove atribute i njegovu kategoriju, njegov „društveni identitet“ [...] Mi se oslanjamo na ova predviđanja koja imamo, pretvarajući ih u normativna očekivanja, u isuviše pravedno predstavljene zahteve. [...] To je [kada aktivno pitanje postaje da li će ovi zahtevi biti ispunjeni] verovatno kada shvatimo da smo sve vreme stvarali određene pretpostavke kao kakav pojedinac treba da bude pred nama. [Ove lažne zahteve i karakter koje prepisujemo pojedincu biće nazvani] virtuelni društveni identitet. Kategorija i atributi mogu zapravo biti dokazani kao nešto što će se nazvati kao njegov stvarni društveni identitet." (Gofman 1963:2).
„Dok je stranac pred nama prisutan, dokazi mogu nastati njegovim posedovanjem atributa koji ga razlikuje od drugih u kategoriji lica koja su mu na raspolaganju, i manje poželjne vrste – u ekstremnom slučaju, lice koje je prilično temeljno loše, ili opasno, ili slabo. On se na taj način smanjuje u našim mislima iz celovite i obične osobe u ograničenu i obezvređenu. Takav atribut je stigmatizacija, naročito kada je diskreditujući efekat veoma obiman […] To predstavlja poseban raskorak između virtuelnog i društvenog identiteta. Imajte na umu da postoje i druge vrste raskoraka […] na primer vrste koje nas dovode do prekvalifikacije pojedinca iz jedne društveno očekivane kategorije u različitu, ali jednako dobro predvidljivu kategoriju, koja nas navodi da menjamo našu procenu o pojedincu naviše.” (Gofman 1963:3) .

##### Žigosani, normalni i mudri
Gofman deli odnos pojedinaca prema stigmatizaciji u 3 kategorije:
1. žigosani su oni koji nose žig;
2. normalni su oni koji ne nose žig; i
3. mudri su oni među normalnima koji su prihvaćeni od strane žigosanih kao „mudri“ prema njihovom stanju (pozajmica termina od homoseksualne zajednice).

Mudri normalni nisu samo oni koji na neki način prihvataju stigmatizaciju; oni su, naprotiv, „oni koje je posebna situacija učinila prisno posvećene tajnom životu žigosanih pojedinaca i punom razumevanjem za to, i koji prihvataju merilo prihvatanja, merilo učtivosti članstva u klanu.“ To jest, oni su prihvaćeni od strane žigosanih kao „počasni članovi“ stigmatizovane grupe. „Mudre osobe su marginalni ljudi pred kojima pojedinac sa greškom ima potrebu da ne oseća sram, i ne vrši samokontrolu, znajući da će pred njegovim neuspehom on delovati kao normalna osoba.“ Gofman navodi da mudri u određenim društvenim situacijama takođe možda nose žig sa poštovanjem ostalih normalnih: to jest, oni mogu takođe biti žigosani kao mudri. Primer je roditelj homoseksualca; drugi je belkinja koja se zabavlja sa crncem. (Ograničavanje sebe, naravno, u društvenim sredinama u kojima su žigosani homoseksualci i crnci).
Donedavno, ova tipologija je korišćena bez empirijskog ispitivanja. Nedavna studija je pokazala empirijsku podršku za postojanje sopstva, mudrih, i normalnih kao odvojenih društvenih grupa; ali, mudri se pojavljuju u dva oblika: aktivni mudri i pasivni mudri. Aktivne mudre je ohrabrio izazov stigmatizacije i edukacije stigmatizera, ali pasivne mudre nije.

##### Etička razmatranja
Gofman naglašava da je stigmatizacijska veza između pojedinca i društvenog okruženja sa zadatim setom očekivanja; tako, svako u različitim vremenskim periodima će igrati obe uloge- stigmatizovanog i stigmatizera (ili, kako on kaže „normalnog“). Gofman navodi primer da „neki poslovi u Americi izazivaju da poslodavci bez očekivanog fakultetskog obrazovanja sakriju ovu činjenicu; drugi poslovi, međutim, mogu upravljati nekolicinom drugih vlasnika, koji imaju više obrazovanje, da ovo čuvaju kao tajnu, da ne bi bili označeni kao propaliteti i autsajderi. Slično, dečak srednje klase može da ne oseća krivicu ako bude viđen pri odlasku u biblioteku; profesionalni kriminalac, međutim, piše [o održavanju njegove posete biblioteci tajnom].“ On takođe daje primer crnaca stigmatizovanih među belcima, i belaca stigmatizovanih među crncima. Pojedinci se aktivno nose sa stigmatizacijom na načine koji se menjaju preko stigmatizovane grupe, preko pojedinaca u stigmatizovanim grupama, i unutar pojedinaca kroz vreme i situacije.

###### Stigmatizovani
Žigosani su odbačeni, obezvređeni, prezreni, izbegavani. Oni doživljavaju diskriminaciju i predrasude u domenima zapošljavanja i stanovanja. Percepcija predrasuda i diskriminacije je takođe povezana sa negativnim fizičkim i mentalnim ishodom zdravlja. Oni koji sebe smatraju članovima stigmatizovane grupe, bilo to očigledno ovima oko njih ili ne, često doživljavaju psihički stres i mnogi ih gledaju prezrivo.
Iako stigmatizacija može uzeti danak samopoštovanju, akademskim dostignućima, i imati druge ishode, mnogi ljudi sa stigmatizovanim atributima imaju visoko samopoštovanje, rade na visokim pozicijama, srećni su i čini se da su poprilično otporni na svoja negativna iskustva.
Tu su i „pozitivne stigme“: možeš zaista biti previše bogat, ili previše pametan. Ovo je primetio Gofman (1963:141) u svojoj diskusiji lidera, koji su kasnije dali dozvolu da odstupe od nekih normi ponašanja, jer su doprinele daleko iznad očekivanja grupe.

###### Stigmatizer
Iz perspektive stigmatizera, stigmatizacija podrazumeva dehumanizaciju, pretnju, odbojnost i ponekad depersonalizaciju drugih u stereotipne karikature. Stigmatizovanje drugih može poslužiti nekoliko funkcija za pojedinca, uključujući poboljšanje samopoštovanja, poboljšanje kontrole, uticanje anksioznosti, kroz silazno poređenje – porediti sebe sa manje srećnim drugima može da poveća nečiji sopstveni osećaj blagostanja i stoga povećava nečije samopoštovanje.
Socijalni psiholozi 21. veka razmatraju stigmatizaciju i stereotipnost kao normalnu posledicu kognitivnih sposobnosti i ograničenja ljudi, i društvenih informacija i iskustava kojima su izloženi.
```
Trenutni pregledi stigmatizacije, iz perspektive kako stigmatizera tako i stigmatizovanih lica, razmatra proces stigmatizacije kao veoma situaciono specifičan, dinamičan, kompleksan i nepatološki.
```

#### Link i Felan stigmatizacijski model
Brus Link i Džo Felan predlažu da stigmatizacija postoji kada se četiri specifične komponente spajaju:
1. Pojedinci se diferenciraju i označavaju ljudske varijacije.
2. Preovlađujuća kulturna uverenja vezuju ove označene u nepovoljnim karakteristikama
3. Obeleženi pojedinci su smešteni u ugledne grupe koje služe da se uspostavi osećaj isključenja između „nas“ i „njih“
4. Označeni pojedinci iskušavaju „gubitak statusa i diskriminaciju“ koji vode do nejednakih okolnosti

U ovom modelu stigmatizacija takođe zavisi od „pristupa društvenoj, ekonomskoj, političkoj moći koji omogućava identifikaciju razlike, izgradnju stereotipa, odvajanje obeleženih osoba u različite grupe, i potpuno izvršenje negodovanja,odbijanja, isključenja i diskriminacije.“ Zatim, u ovom modelu termin stigmatizacije se primenjuje kada etiketiranje, stereotipnost, isključenje, gubitak statusa, i diskriminacija sve postoje kao situacija moći koja olakšava da se stigmatizacija dešava.

##### Diferencijacija i etiketiranje
Identifikovanje kojim su ljudske razlike istaknute, i stoga vredne etiketiranja, je društveni proces. Postoje dva osnovna faktora za ispitivanje prilikom razmatranja u kojoj meri je taj proces društven. Prvo pitanje je da li je značajno pojednostavljivanje potrebno za kreiranje grupa. Široke grupe crnih i belih, homoseksualaca i heteroseksualaca, duševno zdravog i mentalno bolesnog; i mladi i stari, svi su primeri za to. Drugo, razlike, koje su društveno procenjene da budu relevantne, razlikuju se u velikoj meri u skladu sa vremenom i prostorom. Primer za to je naglasak koji je stavljen na veličinu čela i lica pojedinaca krajem 19. veka koji se veruje da je mera lične kriminalne prirode.

##### Povezivanje sa stereotipima
Druga komponenta ovog modela se usredsređuje na povezivanje obeleženih razlika sa stereotipima. Gofmanov rad je 1963. stvorio ovaj aspekt ugledne stigmatizacije koji ostao takav od tada. Ovaj proces primene određenih stereotipa za diferenciranje grupa pojedinaca je privukao veliku količinu pažnje i istraživanja u poslednjih nekoliko decenija.

##### Mi i oni
Treće, povezivanje negativnih atributa u grupama olakšava razdvajanje u „nas“ i „njih“. Viđenje obeležene grupe kao fundamentalnu razliku prouzrokuje stereotipnost sa malo oklevanja. „Nas“ i „njih“ podrazumeva da je obeležena grupa malo manje „ljudska“ po prirodi, i ekstremno, da nije „ljudska“ uopšte. U ovoj krajnosti se događa najviše užasnih događaja.

##### Nedostatak
Četvrta komponenta stigmatizacije u ovom modelu uključuje „gubitak statusa i diskriminaciju“. Mnoge definicije stigmatizacije ne uključuju ovaj aspekt, međutim, ovi autori veruju da se taj gubitak javlja sam po sebi kao što su pojedinci „obeleženi, izdvojeni i povezani sa nepoželjnim karakteristikama.“ Pripadnici obeleženih grupa se zatim nalaze u nepovoljnom položaju za najopštije grupe životnih šansi uključujući prihode, obrazovanje, mentalno blagostanje, stambeni status, zdravlje i medicinski tretman. Prema tome, stigmatizacija od većine, moćnih, ili „superiornih“ vodi do konstruisanja drugosti manjina, nemoćnog, i „inferiornog“. Gde od strane stigmatizovanih pojedinci postaju siromašni usled ideologije „sopstva“, što je suprotna sila na „drugog“. Kao rezultat, ostali postaju socijalno isključeni i oni na vlasti promišljaju isključenje zasnovano na originalnim karakteristikama koje su dovele do stigmatizacije.

##### Neophodnost snage
Autori takođe naglašavaju ulogu snage (društvena, ekonomska i politička snaga) u stigmatizaciji. Dok je upotreba snage jasna u nekim situacijama, u drugim upotreba snage može postati zamaskirana kao da su razlike snage manje prave. Ekstremni primer situacije u kojoj je uloga snage bila eksplicitno jasna je tretman Jevrejskog naroda od strane Nacista. S druge strane, primer situacije u kojoj pojedinci jedne stigmatizovane grupe imaju „stigmatizacijski-povezane procese“ koji se dešavaju, bi bili zatvorenici zatvora. Zamislivo je da će svaki od gore navedenih koraka desiti u pogledu misli koje zatvorenici imaju o stražarima. Međutim, ova situacija ne može obuhvatiti pravu stigmatizaciju, prema ovom modelu, jer zatvorenici nemaju ekonomsku, političku, ili društvenu moć da deluju na ovim mislima sa bilo kojom ozbiljnošću diskriminatorskih posledica.

### Stigma privlačnosti i autentično
Sociolog Metju V. Hjui objašnjava da prethodna istraživanja o stigmi su istakla individualne i grupne pokušaje da se redukuje stigma „prolaze kao normalno’’, od zaobilaženja stigmatiziranih ili kroz selektivno biranje stigmatizovanih atributa. Ipak, neki akteri mogu prihvatiti neke oznake stigme (npr: neke oznake poput sramote ili odabranu psihičku disfunkciju ili abnormalnost) kao znak moralne posvećenosti i/ili kulturne i političke autentičnosti. Dakle, Hjui tvrdi da neki autori ne samo da žele da „prebace u normalno’’ već i aktivno teže stigmatizovanom procesu formiranja identiteta da bi se doživljavali kao kežualni agenti u njihovom socijalnom okruženju. Hjui zove ovaj fenomen „Stigma privlačnosti’’

### Šest dimenzija stigme
Često se pogrešno pripisuje Gofmanu „šest dimenzija stigme’’ kao njegov izum. Oni su unapređeni iz razloga da razviju Gofmanovu ličnost na 2 dela: diskreditovano i nedostojno. Gofman posmatra pojedince čiji stigmatizujući atributi nisu odmah vidljivi. U tom slučaju, pojedinac može sresti dve različite socijalne atmosfere. U prvoj, on može biti diskreditovan- njegova stigma tek treba da se otkrije, i može biti otkrivena namerno sa njegove strane (u tom slučaju on će imati neku kontrolu nad njom) ili od nekog faktora koji on ne može da kontroliše. Naravno, to takođe može biti uspešno zaključeno; Gofman naziva ovo prolaz. U ovoj situaciji, analiza stigme brine samo o usvojenom ponašanju od strane stigmatizovanog pojedinca da upravlja njegovim identitetom: prikrivanje i otkrivanje informacija. U drugoj atmosferi, on je diskreditovan-njegova sramota je otkrivena i na taj način utiče ne samo njegovo ponašanje, nego i na ponašanje drugih. Jones et al. (1984) je dodao „šest dimenzija” i uskladio ih sa Goffmanova dva tipa sramote: diskreditovanim i koji mogu biti diskreditovani.
Postoji šest dimenzija koje se podudaraju sa ove dva tipa sramote :
1. Sakriti – obim u kojem drugi vide sramotu
2. Kurs oznake – da li sramota raste, smanjuje se ili ostaje dosledna tokom vremena
3. Poremećaji – stepen u kojem sramota i / ili reakcije drugih ometaju društvene interakcije
4. Estetika – podskup ostalih reakcija na sramotu koje kompresuju reakcije koje su pozitivne/odobravajuće ili negativne/opovrgavajuće ali predstavljaju procene kvaliteta drugih osim stigmatizujućih inherentnih ljudskih vrednosti ili dostojanstva
5. Poreklo – da li drugi misle da je sramota prisutna na rođenju, slučajno ili namerno
6. Opasnost – opasnost koju drugi opažaju (tačno ili netačno) sramota se bazira na njih

### Tipovi
U Otkrivene kontekste sramote, autori Kembel i Dikon opisuju Gofmanovu univerzalnu i istorijsku formu stigme kao što sledi.
- Vidljivi i unutrašnji deformiteti – kao što su gube, krive noge, rascepane usne i nepca i mišićne distrofije.
- Poznate devijacije u ličnim osobinama – koje se kao ispravne ili pogrešne vide kao slabe volje, dominantne ili imaju neprirodne strasti, izdajnička i rigidna verovanja,biti neiskren, na primer, mentalni poremećaji, zatvor, bolesti zavisnosti, homoseksualnost, nezaposlenost, suicidalnih pokušaja i radikalno političko ponašanje.
- Plemenska Stigma – pripadnost određenoj nacionalnosti, vere ili rase koje predstavljaju odstupanje od pravila, odnosno biti Afroamerikanac, ili su arapskog porekla u Sjedinjenim Američkim Državama nakon napada 9/11.

#### Devijacija
Stigma se javlja kada se pojedinac identifikovan kao devijantna osoba, povezan sa negativnim stereotipima koji izazivaju predrasude, koje donose diskriminatorsko ponašanje. Gofman osvetljen kako stigmatizuje ljude koji upravljaju svojim „razotkrivenim identitetom” (što znači da stigma diskvalifikuje stigmatizovanog pojedinca od potpunog socijalnog prihvatanja) pred publikom normalnih. On je fokusiran na stigmu, a ne kao fiksna ili inherentna osobina lica, već kao iskustvo i značenje razlike.
[Gerhard Falk] obrazlaže Gofmanov rad redefinišući devijantnog kao „drugi koji odstupaju od očekivanja grupe” i kategorizaciju devijantnog odstupanja u dve grupe:
- Društvena odstupanje se odnosi na stanje koje se generalno smatra, unapred i uopšte, kao devijantno a time stigmatizovano i žigosano. „Homoseksualnost je primer društvene devijacije zato što postoji visok stepen saglasnosti o tome da se homoseksualnost razlikuje, i da je kršenje normi ili društvenog očekivanja”.
- Situaciono odstupanje se odnosi na devijantne akte koji su označeni kao devijantni u specifičnoj situaciji, i ne mogu biti označeni kao devijantno društvo. Slično tome, socijalna devijantna akcija ne mora se smatrati kao devijantna u određenim situacijama. „Razbojnik ili drugi ulični kriminalac je odličan primer. To je zločin koji dovodi do stigme i stigmatizacije osobe tako pogođene.”

U fizički invalidi, mentalno obolela, homoseksualci, i mnoštvo drugih koji su obeleženi kao devijantne osobe jer odstupaju od očekivanja grupe, podležu stigmatizaciji- društveno odbacivanje brojnih pojedinaca, i često čitave grupe ljudi koji su označeni kao devijantni.

### Stigma komunikacija
Komunikacija je uključena u stvaranje, održavanje i širenje stigmi, i donošenje stigmatizacije. Model stigma komunikacije objašnjava kako i zašto pojedine odluke sadržaja (oznake, etikete, opasnost i odgovornost) da kreirate stigmu i podstiču njihovo širenje. Nedavni eksperiment korišćenja zdravstvenih upozorenja je testirao model stigma komunikacije, smatrajući da sadržajni izbori zaista predviđaju stigma verovanja, namere da i dalje difuznog ove poruke, i dogovor sa regulišu ponašanje zaraženih osoba.

### Suprotstavljanje
Stigma, iako moćna i trajna, nije neizbežna, a može biti izazvana. Postoje dva važna aspekta izazivanja stigme: izazivanje stigmatizacije na delu stigmatizatora, i izazivanje predstave stigme za stigmatizirane. Izazvati stigmatizacije, Campbell et al. 2005 sumira na tri glavna pristupa.
1. Postoje napori da se obrazuju pojedinci o ne-stigmatizujućim činjenicama i zašto oni ne bi trebalo da se stigmatizuju.

1. Postoje napori da donesu zakoni protiv diskriminacije.

1. Postoje napori da se mobiliše učešće pripadnika zajednica u borbi protiv stigme koju bi, kako bi se povećala verovatnoća da anti-stigma poruke imaju značaj i efikasnost, u skladu sa lokalnim kontekstima.

U odnosu na osporavanje i internalizaciju stigme stigmatizovanih, Paulo Freire-ova teorija kritičke svesti je naročito pogodna. Korniš daje primer kako seksualne radnice u Songači, a Red Light District u Indiji, efikasno su izazvane internalizovane stigme utvrđivanjem da su ugledne žene, koje danas brinu o svojim porodicama, i koje zaslužuju prava kao i svaki drugi radnik. Ova studija raspravlja o tome da to nije samo sila racionalnog argumenta da čini izazov za stigme uspešan, ali konkretni dokazi da se seksualni radnici ostvaruju vrednuju ciljeve, i da poštuju drugi.

## Trenutna istraživanja
Istraživanja koja su u toku pokušavaju da determinišu efekat društvene stigme koji je prvenstveno fokusiran na bolesno-povezane stigme. Invaliditet, psihijatrijski poremećaji, i polno prenosive bolesti su među bolestima koje su trenutno pod lupom istraživača. U studijama koje uključuju takve bolesti, otkriveni su i pozitivni i negativni efekti socijalne stigme.

#### Istraživanje o samopouzdanje
[Glavni članak: Samopouzdanje]
Članovi stigmatizovanih grupa mogu imati niže samopouzdanja od onih u nestigmatizovanih grupa. Test se ne može obaviti uzorkom od ukupnog samopouzdanja različitih rasa. Istraživači će morati da uzmu u obzir da li su ljudi optimisti ili pesimisti, da li su muškarci ili žene i na kakvom mestu su odrasli . Tokom poslednje dve decenije, mnoge studije su pokazale da Afro-Amerikanci pokazuju veće globalno samopouzdanje od belaca, iako kao grupa, Afro-Amerikanci imaju tendenciju da dobiju slabije rezultate u mnogim oblastima života i iskustva značajnog pokazatelja diskriminacije i stigme.
Žene prosečne težine imaju veće samopouzdanje od gojaznih žena. Gojazne žene koje su starije imaju niži nivo kolektivnog samopouzdanja na implicitne mere, ali imaju podjednak nivo ličnog samopouzdanja na obe varijacije implicitnih i eksplicitnih mera.
Američko odeljenje zdravlja, obrazovanja i zaštite utvrdilo je da uključujući 24% žena koje su gojazne, 60% adolescentnih žena veruju da su gojazne. Nedavne studije su pokazale da žene koje su „neatraktivne” ili gojazne ne veruju da će napraviti dobar prvi utisak na muškarce sa kojima dolaze u kontakt, što čini da se muškarci osećaju naspram žena neprijatno i nezainteresovano za njih. Žene prosečne težine osećaće se bolje pri prvom utisku koji će učiniti na muškarce, a za uzvrat su muškarci osetili da su žene bile zainteresovane za njih i uživale u njihovom društvu.
Ovaj test je pokazao kako debele ili gojazne žene imaju nisko samopouzdanje. Debele žene i gojazne žene osećaju neprijatno, i nisu baš društvene, što čini ljude kada dođu u kontakt sa njima nezainteresovanim i neprijatnim.Što je žena više debela, njeno samopouzdanje će biti sve manje.
|                     |          | osmi razred | deseti razred |
| ------------------- | -------- | ----------- | ------------- |
| Afro Amerikanac     | Muškarac | .235        | .192          |
| Afro Amerikanac     | Žena     | .152        | .159          |
| Evropski Amerikanac | Muškarac | .140        | .165          |
| Evropski Amerikanac | Žena     | .163        | .166          |

Correlations between self-esteem and GPA:
|                     |          | osmi razred | deseti razred |
| ------------------- | -------- | ----------- | ------------- |
| Afro Amerikanac     | Muškarac | .206        | .081          |
| Afro Amerikanac     | Žena     | .260        | .207          |
| Evropski Amerikanac | Muškarac | .227        | .241          |
| Evropski Amerikanac | Žena     | .279        | .269          |

#### Ljudi sa mentalnim poremećajima
Empirijska istraživanja stigme u vezi sa mentalnim poremećajima, ukazala su na iznenađujući stav javnosti. Oni koji su rekli da su mentalni poremećaji imaju genetsku osnovu su više skloni da povećaju svoju socijalnu distancu od mentalno bolesnih, i da pretpostavimo da je bolestan opasan pojedinac, u kontrastu sa onim članovima javnosti koji su rekli da se bolesti mogu objasniti društvenim i ekološkim faktorima. Osim toga, oni obavešteni o genetičkoj osnovi su takođe češće stigmatizirali celu porodicu bolesti. Iako su specifične socijalne kategorije koje postaju stigmatizovane – mogu da variraju tokom vremena i mesta, tri osnovna oblika stigme (fizički deformiteti, siromašni lične osobine, i plemenski statusa grupe) nalaze se u većini kultura i epoha, što navodi neke istraživače da pretpostave da tendencija stigmatizacije može imati evolutivne korene.
Trenutno, nekoliko istraživača veruje da su duševni poremećaji izazvani hemijskom neravnoteže u mozgu. Stoga, ovo biološko obrazloženje ukazuje da se pojedinci bore sa mentalnom bolešću i nemaju kontrolu nad poreklom poremećaja. Slično kao rak ili druga vrsta fizičkog poremećaja, osobe koje pate od mentalnih poremećaja treba podržati i ohrabriti da traže pomoć. Za razliku od fizičkog invaliditeta, postoji negativna društvena stigma okruženja mentalne bolesti, za one koji pate se smatra da imaju kontrolu nad svojim invaliditetom i da su odgovorni za njihov uzrok. "Osim toga, istraživanja ispitanika imaju manje šanse da štete osobama sa mentalnim oboljenjima, umesto reakcije na psihijatrijsku invaliditet besom i verom da pomoć nije zaslužena."Iako je efikasna pomoć za mentalno zdravlje dostupna širom sveta, mnoge osobe sa mentalnim bolestima ne traže pomoć koja im je potrebna. Samo 59,6% osoba sa mentalnim oboljenjima, uključujući uslove kao što su depresija, anksioznost, šizofrenija i bipolarni poremećaj prijavljeno prima terapiju u 2011. godini. Smanjenje negativne stigme koja okružuje mentalne poremećaje može povećati verovatnoću pogođenih pojedinaca koji traže stručnu pomoć od psihijatra ili ne-psihijatrijskog lekara.
U muzičkoj industriji, posebno u žanru hip-hop ili rap, oni koji govore o mentalnoj bolesti su žestoko kritikovali. Međutim, prema članu The Huffington Post članku, tu je značajno povećanje repera koji krše svoje ćutanje o depresiji i anksioznosti.
Zavisnosti i poremećaji korišćenja supstanci
Kroz istoriju, zavisnost se uglavnom doživljava kao moralni neuspeh ili mana karaktera, za razliku od pitanja javnog zdravlja. Upotreba supstanca više stigmatizuje – od pušenja, gojaznosti i mentalne bolesti. Istraživanja su pokazala da je stigma prepreka za ponašanje i tretman koji traže među zavisnim pojedincima, stvarajući „jaz tretman”. Istraživanja pokazuju da su reči koje se koriste da se odgovori na pitanje zavisnosti mogu doprineti stigmatizaciji, a da su najčešće korišćeni termini „zloupotrebe” i „nasilnika” u stvari povećavaju stigmu. Korišćenje supstanci dovode do zavisnosti i stigmatizovanije su od zavisnog ponašanja (tj kockanje, seks, itd.). Stigma se redukuje kada se korišćene supstance koje izazivaju poremećaje prikažu kao uslovi koji se mogu lečiti. Prihvatanje i posvećenost terapiji se efikasno koristiti da se pomogne ljudima kako bi se smanjila šteta koja je povezana sa kulturnom stigmom oko tretmana upotrebe supstanci

#### Mentalno bolestan Tajvan
U Tajvanu, jačanje psihijatrijskog sistema rehabilitacije je jedan od primarnih ciljeva Ministarstva zdravlja od 1985. Na žalost, ovaj poduhvat nije uspeo, a veruje se da je jedna od prepreka bila društvena stigma prema mentalno bolesnim osobama.Shodno tome, istraživanje je sprovedeno da bi se istražili stavovi opšte populacije prema pacijentima sa mentalnim poremećajima. Metod istraživanja je korišćen na 1.203 ispitanika. Rezultati su pokazali da je opšta populacija održala visok nivo dobrote, tolerancije na rehabilitaciju u zajednici, i ne socijalnu ograničenost.U suštini, dobronamerni stavovi su favorizovanje i prihvatanje rehabilitacije u zajednici.Onda bi se moglo zaključiti da je verovanje (drže stanovnici Tajvana) u lečenju mentalno bolesnih sa visokim pogledu, donekle eliminiše taj žig.

#### Epilepsija, Hong Kong
Epilepsija, čest neurološki poremećaj koji karakterišu ponavljani napadi, povezana je sa različitim društvenim stigmama. Čung-Ian Gardian Fong i Hung sproveli su istraživanje u Hong Kongu i dokumentovali stavove javnosti prema pojedincima sa epilepsijom. Od 1.128 anketiranih ispitanika, samo 72,5% njih smatra da je epilepsija prihvatljiva, dok 11,2% ne bi dozvolio da se njihova deca igraju sa drugima koji imaju epilepsiju; 32.2% ne bi dozvolilo da se njihova deca udaju(ožene) za osobu sa epilepsijom; dodatno, poslodavci (22,5% njih) bi otkazali ugovor o radu nakon što bi se epileptični napad dogodio zaposlenom sa neprijavljenom epilepsijom. Predlozi su napravljeni da bude više napora kako bi se poboljšala svest javnosti o odnosu prema i razumevanju epilepsiji putem obrazovanja.

#### U medijima
U ranom 21. veku, tehnologija ima veliki uticaj na živote ljudi u mnogim zemalja i postala je društvena norma. Mnogi ljudi poseduju televizor, kompjuter, i pametni telefon. Mediji danas mogu biti od pomoći u obaveštavaju o vestima i svetskim pitanjima i to je veoma uticajno na ljude. Zato što je toliko uticajno ponekad prikazuje manjinske grupe pod uticajem stavova drugih grupa prema njima. Mnogi mediji imaju veze sa ostalim delovima sveta. Veliki deo njihove aktivnosti ima veze sa ratovima i sukobima, koji mogu da se odnose na bilo kog pripadnika te zemlje. Postoji tendencija da se mediji više bave pozitivnim ponašanjem sopstvene grupe i negativnim ponašanjem drugih grupa. Ovo promoviše negativna razmišljanja ljudi koji pripadaju tim drugim grupama, jačaju i stereotipne stavove. „Izgleda da gledaoci reaguju na nasilje sa emocijama, kao što su bes i prezir. Njih brine integritet društvenog poretka i pokazuju neslaganje sa drugima. Emocije kao što su tuga i strah pojavljuju se mnogo ređe.” (UNZ, Schvab & Vinterhoff-Spurk, 2008, str. 141)
U studiji testiranja efekata stereotipnih reklama na studente, 75 srednjoškolaca je posmatralo reklame iz magazina sa stereotipnim ženskim slikama, žena koje rade na dan praznika, dok 50 ostalih je posmatralo nestereotipne slike kao što je žena na radu u advokatskoj kancelariji. Ove grupe su tada reagovale na izjave o ženama na „neutralnim” fotografijama. Na ovoj fotografiji je prikazana žena u neformalnoj odeći, ne radeći očigledan zadatak. Studenti koji su posmatrali stereotipne slike imali su tendenciju da odgovaraju na upitnik sa stereotipnijim odgovorima u 6 od 12 tvrdnji. Ovo sugeriše da čak i kratko izlaganje stereotipima osnažuje osobnu stereotipnost. (Lafki, Duffi, Steinmaus i Berkovitz, 1996)

#### Efekti obrazovanja, kulture
Navedene stigme (povezane sa njihovim bolestima) predlažu efekte koje ti stereotipi imaju na pojedinca. Bez obzira da li su efekti negativni ili pozitivni u stvari, 'etiketiranje' ljudi izaziva značajne promene u individualnoj percepciji (obolelih ljudi). Možda uzajamno razumevanje stigme, koje se postiže kroz obrazovanje, može izbrisati društvenu sramotu u potpunosti.
Lorens Dž. Kolma nje prvi prilagodio Gofmanovu (1963) teoriju društvene stigme za nadarenu decu, pružajući razloge zašto deca mogu da sakriju svoje sposobnosti i sadašnje alternativne identitete od svojih drugova. Stigma teorije nadarenih je dodatno razrađena od L. Kolmana i T. Krosa u njihovoj knjizi pod naslovom, “Biti nadaren u školi”, što je široko citirana referenca u oblasti obrazovanja nadarenih. U poglavlju “Prevladavanje nadarenosti”, autori šire teoriju najpre predstavljenu u članku iz 1988. Prema ”Google Scholar”, ovaj članak je bio citiran barem 110 puta u akademskoj literaturi.
Kolman i Kros su bili prvi koji su odredili intelektualnu nadarenost kao stanje žigosanja i oni su načinili model zasnovan na Gofmanovom radu (1963), istraživanje sa nadarenim učenicima, i knjige koju je napisalo 20 tinejdžera, nadarenih pojedinaca. Biti nadaren udaljava učenike od svojih vršnjaka i ovo odbijanje deluje uz punu socijalnu saglasnost. Promenljiva očekivanja koja postoje u različitim društvenim kontekstima kroz koje deca moraju ploviti, i vrednosni sudovi koji mogu biti dodeljeni na osnovu dečijih rezultata za kopiranje društvenih obrazaca za upravljanje njihovim identitetom. Za razliku od drugih uslova stigmatizovanja, nadarenost je posebna, jer to može dovesti do prihvatanja ili odbijanja u zavisnosti od publike i sredine.
Nadarena deca uče kada je bezbedno da pokažu svoju nadarenost i kada treba da je sakriju da bi se bolje uklopili u grupi. Ova posmatranja su dovela do razvoja "the Information Management Model” koji opisuje proces kojim se deca odlučuju da primene strategiju kopiranja da upravljaju njihovim identitetima. U situacijama kada se dete oseća ugroženim, on ili ona može odlučiti da upravlja informacijama koje drugi znaju o njemu ili njoj. Strategije kopiranja uključuju: isključivanje nadarenosti, pokušavajući da ostvari manju primetnost, ili da postigne visoku vidljivost (igrajući stereotipnu ulogu u skladu sa nadarenošću). Ovi rasponi strategija se nazivaju “Continuum of Visibility”.

#### Stav žigosanja narcisizma u psihijatrijskim bolestima
Arikan je utvrdio da je stigmatizujući stav prema psihijatrijskim pacijentima povezan sa narcisoidnim osobinama ličnosti.

#### Abortus
Dok je abortus u medicini veoma čest, u zapadnom društvu žene ipak retko otkrivaju upotrebu tih usluga, jer su predmet stigme.

## Literatura
- George Ritzer (2006). Contemporary Social Theory and its Classical Roots: The Basics (Second Edition). McGraw-Hill..
- Blaine, B (2007). Understanding The Psychology of Diversity. SAGE Publications Ltd..
- Smith, R. A. (2009). Stigma communication. In S. Littlejohn & K. Foss (Eds.), Encyclopedia of communication theory (pp 931–34). Thousand Oaks, CA: Sage.
- Healthline Networks, Inc.  Retrieved: February 2007
- Anna Scheyett, The Mark of Madness: Stigma, Serious Mental Illnesses, and Social Work,  Retrieved: February 2007
- Osborne, Jason W. (November 1993) Niagara county community college. „Academics, Self-Esteem, and Race: A look at the Underlying Assumptions of the Dissidentification Hypothesis”
- Carol T. Miller, Ester D. Rothblum, Linda Barbour, Pamela A. Brand and Diane Felicio (September 1989). University of Vermont. „Social Interactions of Obese and Nonobese Women”
- Kenneth Plummer (1975). Sexual stigma: an interactionist account. Routledge. ISBN 978-0-7100-8060-8..

## Spoljašnje veze
- Stigma Research and Action a peer reviewed open access journal in the stigma field